# おおたかの森北
おおたかの森北（おおたかのもりきた）は、千葉県流山市にある町名。現行行政地名はおおたかの森北一丁目からおおたかの森北三丁目。

## 地理
流山市中部に位置する。つくばエクスプレス開業により、宅地開発が進み新町名として誕生した。南をおおたかの森南、西をおおたかの森西、東をおおたかの森東に接する。

## 歴史
- 2019年5月10日 - 「流山都市計画事業新市街地地区一体型特定土地区画整理事業」の換地処分を公告
- 2019年5月11日 - 上記に伴い町名および地番を変更し、大字おおたかの森北一丁目から三丁目を新設[4]

### 町名の変遷
| 実施後                   | 実施年月日    | 実施前（各大字・小字ともその一部）                                 |
| ------------------------ | ------------- | ------------------------------------------------------------------ |
| 大字おおたかの森北一丁目 | 2019年5月11日 | 大字十太夫、東初石5丁目、東初石6丁目、西初石5丁目、西初石6丁目     |
| 大字おおたかの森北二丁目 | 2019年5月11日 | 大字十太夫、東初石3丁目、東初石5丁目、西初石5丁目                  |
| 大字おおたかの森北三丁目 | 2019年5月11日 | 大字駒木字中溜上・字上駒木、十太夫、美田、東初石3丁目、東初石5丁目 |